# ZE:A
Gli ZE:A (hangeul: 제아, abbreviazione di 제국의아이들, Children Of Empire) sono una band k-pop sudcoreana, formatasi a Seul nel 2010.

## Storia

### Prima del debutto
Sotto il nome di Children of Empire, il gruppo ottenne attenzione, prima del debutto, per le esibizioni ad alcuni guerrilla show e per dei video UCG. Apparve anche nel documentario Star Empire, e più tardi ottenne il proprio show, intitolato Empire Kids Returns, che mostrava il gruppo mentre si esibiva su una wing car per le strade di Seul e si esercitava. Nel dicembre 2009 andarono incontro ad alcune controversie a causa della somiglianza di pronuncia tra il loro nome, ZE:A, e quello di JeA delle Brown Eyed Girls. Per risolvere il problema, ne cambiarono la pronuncia.

### 2010-2011: debutto e primo album
Gli ZE:A pubblicarono il loro singolo di debutto, Nativity, il 7 gennaio 2010. Il secondo, Leap for Detonation, uscì il 25 marzo. La title track "All Day Long" ebbe due video: uno tradizionale e uno in versione mini-drama, con Dongjun come attore principale al fianco di Minha delle 9 Muses. Il terzo singolo, "Level Up", fu pubblicato digitalmente l'8 giugno. Il 22 settembre, gli ZE:A debuttarono in Giappone con il singolo ZE:A ! (ゼア !), mentre il 21 dicembre uscì, nel medesimo Paese, Love Letter/My Only Wish, che raggiunse il secondo posto nella classifica giornaliera Oricon.
Il 16 gennaio 2011, fu annunciato che i membri del gruppo avrebbero avuto dei ruoli principali nel film nippo-coreano Ronin Pop. Il 17 marzo, uscì il primo album esteso, Lovability, con "Here I Am" come singolo di traino, mentre l'8 luglio fu pubblicato il singolo "Watch Out", grazie al quale il gruppo raggiunse per la prima volta il numero 1 nella classifica Hanteo degli album più venduti in tempo reale. Alla fine di luglio, uscì un altro singolo, "Heart For 2". Agli inizi di ottobre, fu annunciato il ritorno sulla scena musicale giapponese, avvenuto il 22 novembre con "Daily Daily".

### 2012-2015:Spectacular, primo concerto e 1st Homme
Il nuovo album degli ZE:A, Spectacular, sarebbe dovuto uscire il 21 giugno 2012, ma fu posticipato al 4 luglio a causa di una ferita alla caviglia destra di Junyoung. Il 26 agosto, uscì il quarto singolo "Phoenix", mentre il 7 dicembre 2012 il gruppo dedicò ai fan il brano "Beautiful Lady". L'8 agosto 2013, pubblicarono il primo EP Illusion, con la relativa title track "Ghost of Wind", mentre il 23 novembre tennero il primo concerto da solisti, intitolato Illusionist. Il secondo EP, First Homme, uscì il 2 giugno 2014. Fu promosso esibendosi con due brani, "Breathe" e "St: Dagger". Il 22 agosto, il leader Junyoung annunciò che avrebbe cambiato nome d'arte, passando a Lee Hoo.
Il 18 settembre 2015, qualche giorno dopo l'arruolamento di Minwoo per svolgere il servizio militare obbligatorio, gli ZE:A pubblicarono la raccolta ZE:A Best Album - Continue, contenente l'inedito brano "Continue".

## Formazione
Lee Hoo è il leader del gruppo.
- Kevin (23 febbraio 1988) – voce (2010-)
- Kwanghee (Paju, 25 agosto 1988) – voce (2010-)
- Siwan (Pusan, 1 dicembre 1988) – voce (2010-)
- Lee Hoo/Junyoung (Hongdae, 9 febbraio 1989) – voce (2010-)
- Taeheon (Seul, 18 giugno 1989) – rapper (2010-)
- Heechul (Jeju, 9 dicembre 1989) – rapper (2010-)
- Minwoo (Yangsan, 6 settembre 1990) – voce, rapper (2010-)
- Hyungsik (Seul, 16 novembre 1991) – voce (2010-)
- Dongjun (Pusan, 11 febbraio 1992) – voce (2010-)

Gli ZE:A hanno tre sottogruppi:
- ZE:A Five, formati nel 2012 da Kevin, Siwan, Minwoo, Hyungsik e Dongjun;
- ZE:A 4U, formati nel 2013 da Junyoung, Kwanghee, Heechul e Taeheon;
- ZE:A J, formati nel 2015 da Kevin, Taeheon, Heechul, Minwoo e Dongjun e attivi in Cina e Giappone.

## Videografia
- 2010 – "Mazeltov"
- 2010 – "All Day Long"
- 2010 – "My Only Wish"
- 2010 – "Love Letter"
- 2011 – "Here I Am"
- 2011 – "Watch Out"
- 2011 – "Heart For 2"
- 2011 – "Why ?"
- 2011 – "Daily Daily"
- 2012 – "Aftermath"
- 2012 – "Phoenix"
- 2012 – "Beautiful Lady"
- 2013 – "The Ghost Of Wind"
- 2013 – "Step By Step"
- 2014 – "Breathe"
- 2015 – "Continue"

ZE:A Five
- 2013 – "She's Gone"
- 2013 – "The Day We Broke Up"

ZE:A J
- 2015 – "Marry Me"

## Riconoscimenti
| Anno | Premio                  | Categoria                      | Opera nominata | Risultato   |
| ---- | ----------------------- | ------------------------------ | -------------- | ----------- |
| 2010 | Mnet Asian Music Awards | Miglior Nuovo Artista Maschile | "Mazeltov"     | Candidato/a |